# Гоахти
Гоахти (саам. goahte (чит. — гоахте; луле саами), gåhte (чит. — гахте; пите саами), gåhtie (чит. — гохти; уме саами) или gåetie (чит. — гети; южные саамы), (также gábma, чит. габма); норв. gamme, фин. kota, швед. kåta) — саамская хижина или палатка трёх типов покрытия: ткань, торф или древесина. Покрытые тканью, гоахти очень похожи на саамское лавву (саам. lavvu; см. Вежа), но часто построены немного больше. В своей версии для палаток гоахти также называют лавву «изогнутый столб», или лавву «хлебница», поскольку форма более вытянута, а лавву имеет круглую форму.

## Архитектура
Некоторые гоахти имеют форму иглу, другие — коническую форму, напоминающую типи, есть и с более вытянутой формой. Гоахти, независимо от их формы имеют раму из четырёх столбов изогнутой древесины, образующих две арки. Вся сборка производится с деревянными колышками, без гвоздей. Гоахти иногда оснащены трапециевидной деревянной дверью.
Саамы готовят изогнутую древесину, намеренно сгибая молодые берёзы около корней, пока они растут.
Внутренняя конструкция опор, выполнена таким образом:
1. наклонные четыре опоры длиной 2,4—3,7 м;
2. одна прямая центральная опора длиной 1,5—2,4 м;
3. приблизительно дюжина прямых опор длиной 3,0—4,6 м.

Все размеры опор могут значительно различаться.
Четыре наклонные опоры устанавливаются под углом около 130°. Две из этих опоры имеют отверстие, просверленное в них на одном конце, причём эти концы соединены с длинной центральной опорой. Две другие наклонные опоры также соединены на другом конце. Когда эта структура установлена, формируется четырёхногая стойка с длинным шестом вверху и в центре конструкции. С четырёхногой конструкцией высотой до 1,5—2,4 м связываются вместе около десяти или двенадцати прямых «опор стены». Покрытие гоахти сегодня изготавливается обычно из холста, он накладывается на конструкцию и привязывается. Может быть более одного покрытия.
Различия между гоахти и лавву можно увидеть, взглянув на верхнюю часть сооружений. Польские лавву соединяются вместе, в то время как у гоахти опоры отделены друг от друга и не соединяются.
В дерновой версии гоахти холст заменён древесиной, опирающейся на конструкцию, покрытую берестой, а затем торфом для обеспечения долговечности конструкции.
Существуют мобильные и неподвижные гоахти, что объясняется тем фактом, что саамы часто жили как кочевники, но также имели постоянные места жительства, в которые они возвращались год за годом. Гоахти может быть построен по-разному, но в традиционном дизайне у него всегда есть камин в середине и открытое отверстие сверху для дыма. Современные неподвижные гоахти вместо этого могут быть оснащены печью и дымоходом.
- Характерная конструкция с двумя изогнутыми деревянными арками
- Традиционный саамский дом в Порсангере, Финнмарк
- Семья саамов перед гоахти. Палатка на заднем плане — лавву. Обратите внимание на различия в расположении опор двух конструкций. 1900 год, северная Скандинавия

## Транспорт и использование
Традиционно саамы перевозили всю разобранную конструкцию, используя своих одомашненных оленей в качестве вьючного животного для перевозки или перетаскивания шестов во время следования за своим стадом оленей. Сегодня из-за большого размера опор саамы реже используют это укрытие как переносное. Следуя своим культурным традициям, саамы чаще используют саамское лавву в качестве укрытия.
В прибрежных районах более саамские жители использовали торфяные гоахти в качестве объединённого животноводства до Второй мировой войны.
Гоахти использовались саамскими оленеводами в Лапландии для отслеживания их стад, иногда они продолжают служить в качестве укрытия в лагере.